# Paul Ferdonnet
Paul Ferdonnet, né le 28 avril 1901 à Niort et fusillé le 4 août 1945 au fort de Montrouge à Arcueil, est un journaliste et militant d'extrême droite français. Expatrié en Allemagne pour des raisons professionnelles, il devient durant l'entre-deux-guerres un agent de propagande du Troisième Reich. Durant la « drôle de guerre », il est dénoncé par la presse française, qui exagère beaucoup son importance réelle, comme l'un des responsables de la « cinquième colonne » pro-allemande.

## Biographie

### Avant-guerre
Fils d'un instituteur et d'une directrice d'école, originaire de Niort, Ferdonnet fait des études de droit à Paris. N'ayant pas réussi professionnellement dans la capitale, il rentre ruiné en province. Il se marie en 1923 avec la fille d'un fermier. Après son divorce, il se lance dans la politique, d'abord comme membre de l'Alliance démocratique. Il se montre un militant très actif mais ses ambitions sont déçues en 1927, le parti ne le retenant pas comme candidat aux élections législatives de l'année suivante. Ferdonnet s'oriente alors politiquement vers l'extrême droite et devient un temps un admirateur de Charles Maurras. Professionnellement, il se lance la même année dans le journalisme et parvient à publier quelques articles dans des journaux comme La Petite Gironde ou L'Action française, ainsi que La Croix où il rédige des bulletins diplomatiques. Toujours en 1927, il est nommé correspondant à Berlin de La Liberté, avant de devenir l'année suivante celui du groupe La Presse régionale, groupement de quotidiens de province modérés et catholiques. Désormais installé à Berlin de manière permanente hormis des voyages périodiques à Paris, il se marie avec une Allemande. En 1929, il offre au Deuxième Bureau ses services comme informateur sur l'Allemagne de Weimar. Les services secrets français, peu convaincus par le personnage, le perçoivent comme un « journaliste de valeur moyenne » ne pouvant fournir que des informations sans intérêt, et ne retiennent pas sa candidature. En 1931, Ferdonnet signe des articles dans La Libre Parole, journal antisémite alors dirigé par Henry Coston. Quelques années plus tard, l'arrivée au pouvoir d'Adolf Hitler décide de l'évolution professionnelle et politique de Ferdonnet, qui devient progressivement un agent salarié de la propagande du Troisième Reich. Il crée l'Agence Prima presse, qui possède des bureaux à Paris et Berlin. L'agence, qui s'occupe notamment de traduire en français des informations en provenance d'Allemagne, est rapidement identifiée comme une officine de propagande nazie. Ferdonnet y a pour associés Pierre Mouton, qui occupe les fonctions de directeur politique, et le vieux propagandiste antisémite Lucien Pemjean. En 1935, Mouton succède à Ferdonnet comme responsable de Prima,. 
En 1934, Paul Ferdonnet publie Face à Hitler, le premier ouvrage en langue française favorable au nazisme ; il y défend notamment l'idée d'Anschluss car Hitler, en annexant l'Autriche, ne ferait après tout que « rentrer chez lui ». Pemjean publie de son côté en France le mensuel Le Grand Occident, qui accueille la signature de Ferdonnet. Entre 1937 et 1939, Ferdonnet publie aux éditions Baudinière, marquées à l'extrême droite, plusieurs ouvrages où il exprime avec violence ses idées anticommunistes, néopacifistes et antisémites, parmi lesquels La Crise tchèque et La Guerre juive. Dans La Crise Tchèque, Ferdonnet reprend les arguments des nazis sur la Tchécoslovaquie, « caricature barbare de la démocratie », maçonnique, enjuivée et « pilier européen de l'URSS ». La Guerre juive, son dernier livre, prend l'aspect d'un long réquisitoire contre les Juifs, qualifiés de « race maudite ».

### Le « traître de Stuttgart »
En août 1939, Ferdonnet entre dans un service de traduction dépendant du centre de documentation de la Propagandastaffel. Au moment où la guerre éclate, il travaille pour le service des langues étrangères de la Großdeutscher Rundfunk (radiodiffusion du Reich) chargé des émissions de Radio-Stuttgart. Flanqué d'un certain Daubmann, Ferdonnet est, durant la « drôle de guerre », à la tête d'une équipe de trois speakers franco-allemands et d'une demi-douzaine de techniciens, responsables d'émissions radio de propagande  diffusées en langue française. Les bulletins de Radio-Stuttgart ont pour objectif de démoraliser les troupes françaises — notamment celles stationnées sur la ligne Maginot — et de faire l'apologie du nazisme, avec pour spécialité la diffusion de fausses interviews de soldats français. Le 6 octobre 1939, le nom de Ferdonnet, qui a été identifié par le Deuxième Bureau, est transmis à la presse française avec la bénédiction du président du conseil Édouard Daladier. Durant la période 1939-1940, Ferdonnet, désormais surnommé le « traître de Stuttgart », est présenté en France comme un symbole de la Cinquième colonne, de manière disproportionnée avec l'importance réelle de ses fonctions ; le gouvernement français utilise son nom comme un symbole de propagande pour mobiliser les énergies contre le péril de l'espionnage ennemi. 
Si Ferdonnet est dénoncé par les autorités et les médias français comme l'animateur de Radio-Stuttgart, dans la réalité, sa voix n'est jamais diffusée sur les ondes, le journaliste se contentant de gérer l'équipe des émissions en langue française et de rédiger des textes, ou de traduire en français les bulletins de propagande que lui fournissent les Allemands. La principale voix de Radio-Stuttgart est en fait celle d'un certain Obrecht, dit « Jacques de Saint-Germain » ,, « sous-officier chassé de l'armée pour détournement de fonds » et devenu en Allemagne acteur dans des films de la UFA où il jouait des rôles d'« officier français antipathique ». 
Plusieurs personnes  ayant côtoyé Paul Ferdonnet en France expriment à l'époque leur surprise de voir ce journaliste de seconde zone faire figure d'agent allemand de première envergure : Maurice Pujo le décrit ainsi comme un « garçon mal dégrossi », qu'il avait fini par identifier comme un agent allemand mais auquel il ne voyait pas « l'étoffe d'un grand traître ». Ferdonnet et Obrecht  - qui a lui aussi été identifié comme l'un des employés de la station - sont tous deux condamnés à mort par contumace pour intelligence avec l'ennemi le 7 mars 1940 par le 3° Tribunal militaire de Paris. Afin de limiter l'effet des rumeurs colportées par ce poste de radio nazi, un réseau de contre-propagande est créé en France. Ferdonnet poursuit un temps ses activités à Radio-Stuttgart, où il continue de rédiger les bulletins quotidiens d'information en français. Sa condamnation lui ayant fait réaliser la modestie de ses émoluments, il obtient un doublement de son salaire. Mais, atteint d'une bronchite chronique à la fin 1940, il part en congé de longue maladie. En 1941, les services allemands de propagande se dispensent de ses services. Ferdonnet passe le reste de la guerre à « vivoter » en Allemagne et n'occupe plus aucune fonction importante.

### Condamnation et exécution
Après la défaite de l'Allemagne en 1945, Ferdonnet se fait passer auprès des Alliés pour un citoyen belge et se retrouve employé comme responsable d'une cantine des troupes d'occupation. Mais le personnage, « bavard », est vite suspect aux yeux des militaires français et un interrogatoire de son épouse achève de le confondre. Ferdonnet est identifié et arrêté le 4 juin : le grand public français se voit alors rappeler l'existence du « traître de Stuttgart », oublié depuis 1940, et découvre son visage à cette occasion. Lors de son procès, qui suit une instruction « bâclée », Ferdonnet est médiocrement défendu, tant par son avocat que par lui-même. Il assure n'avoir jamais prêté sa voix à Radio-Stuttgart, n'avoir même jamais travaillé pour la station et avoir été employé par la propagande allemande en « travail forcé ». La cour établit que si Ferdonnet n'a effectivement jamais été le « speaker » de Radio-Stuttgart et que le tribunal militaire s'était trompé en 1940 en l'identifiant comme tel, l'accusé n'en était pas moins « un des traîtres de Stuttgart », largement coupable en tant que responsable des émissions. Le 11 juillet 1945, Ferdonnet est une nouvelle fois condamné à mort pour intelligence avec l'ennemi. Le véritable annonceur, « Obrecht, dit Saint-Germain », est quant à lui condamné à mort par contumace pour la seconde fois. Ferdonnet est fusillé le 4 août 1945 au fort de Montrouge.

## Publications
- Face à Hitler, Paris, Éditions Baudinière, 1934.
- "Face à Hitler" devant l'opinion, Paris, Éditions Baudinière, 1935.
- La Préface de la guerre, Paris, Éditions Baudinière, 1937.
- La Crise tchèque, Paris, Éditions Baudinière, 1938.
- La Guerre juive, Paris, Éditions Baudinière, 1939.